# تاريخ شمال إفريقيا
تاريخ شمال إفريقيا يشمل تطور المنطقة من عصور ما قبل التاريخ حتى الوقت الحاضر، تاريخها يختلف في مساراته عن إفريقيا جنوب الصحراء. وتحدد منطقة الشمال الإفريقي من شواطئ المحيط الأطلسي غربا إلى قناة السويس والبحر الأحمر شرقا. وتشمل هذه المساحة خمس دول هي المغرب والجزائر وليبيا وتونس ومصر. ويتميز تاريخ هذه المنطقة بكونه خليط من العوامل المؤثرة ذات المصادر الثقافية المختلفة. وقد أدخلت الرحلات البحرية هذه المنطقة إلى عالم البحر المتوسط خاصة في فترة العصر الكلاسيكي حيث أصبحت الصحراء الكبرى منطقة تجارية هامة تعبرها قوافل الجمال محملة بالبضائع والأشخاص آتية من الجنوب وذلك خلال الألفية الأولى بعد الميلاد. وتشمل هذه المنطقة مساحة صغيرة من اليابسة ولكنها حيوية جدا لأنها تربطها بالشرق الأوسط كما أنها لعبت دورا حيويا في تاريخ شمال إفريقيا.

## عصور ماقبل التاريخ

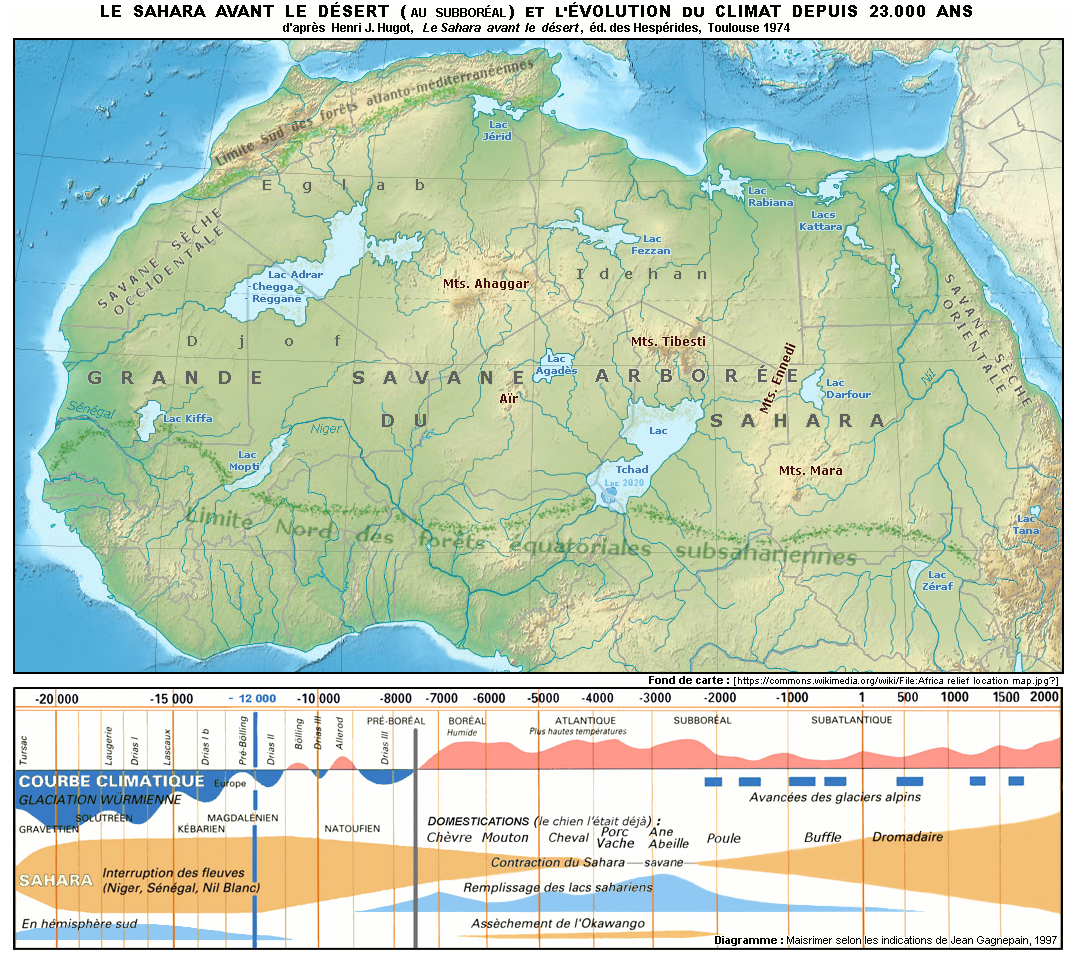
شمال إفريقيا خلال الفترة الرطبة: كانت الغطاء النباتي جنوب الغابة المتوسطية من نوع السافانا الشجرية، وشملت الحيوانات، التي تؤكدها البقايا الأحفورية والفن الصخري، النعام، الغزلان، الزرافات، الأبقار، وحيد القرن، الفيلة، وغيرها.

عاش أوائل البشر المعروفين في شمال إفريقيا حوالي 260,000 ق.م. خلال معظم فترة العصر الحجري، وقتها كان مناخ المنطقة مختلفًا تمامًا عن اليوم، كانت الصحراء الكبرى أكثر رطوبة وتشبه السافانا. استوطنتها قطعان من الثدييات الكبيرة، و سكنها  الإنسان الصياد-الجامع، وتطورت فيها الثقافة العاترية، التي كانت إحدى أكثر المجتمعات الباليوليتية تقدمًا.
خلال العصر الحجري المتوسط، هيمنت الثقافة القبصية على الجزء الشرقي من شمال إفريقيا، وساد المزارعون النيوليتيون حتى حوالي 6,000 ق.م. خلال هذه الفترة، بدأت مناطق الصحراء تجف تدريجيًا، مما شكل حاجزًا بين شمال إفريقيا وباقي القارة.
خلفت شعوب رعوية متنوعة رسومات صخرية تصور حياة برية وفيرة، وحيوانات مستأنسة، وعربات، وثقافة معقدة تعود إلى ما لا يقل عن 10,000 ق.م في شمال النيجر والمناطق المجاورة في جنوب الجزائر وليبيا. يعود تاريخ العديد من القرى القديمة والمواقع الأثرية في شمال النيجر إلى  الحقبة الإفريقية الرطبة لما كانت الصحراء الخضراء بين 7500-7000 إلى 3500-3000 ق.م.
في الطرف الشرقي لشمال إفريقيا، يُعد وادي النيل واحدًا من أغنى المناطق الزراعية في العالم. أدى تجفيف الصحراء إلى زيادة الكثافة السكانية في وادي النيل، أين تطورت مدن كبيرة. في النهاية، توحدت مصر القديمة في إحدى أولى الحضارات في العالم.

## التاريخ القديم
بإمتداد الصحراء الليبية إنعزلت مصر عن بقية شمال إفريقيا. لم تكن السفن المصرية صالحة للإبحار في عرض البحر الأبيض المتوسط. وكان على التجار المصريين وجهات أكثر ازدهاراً نحو كريت وقبرص والشام. نفذ اليونانيون من أوروبا والفينيقيون من آسيا استقروا أيضًا على طول سواحل شمال إفريقيا، حيث استوطن اليونانيون في منطقة برقة (مع وجود استيطان يوناني أيضًا في دلتا النيل)، بينما استقر الفينيقيون في مغرب شمال إفريقيا (مؤسسين لحضارة قرطاج). كانت كلتا الحضارتين تعتمد على البحر والتجارة البحرية في ازدهارهما، كما كانتا تتبادلان التجارة مع السكان الأصليين. في عام 332 قبل الميلاد، استولى الإسكندر الأكبر على مصر منزعا إياها الفرس، مما أدى إلى تأسيس السلالة البطلمية ذات الأصل اليوناني هناك.

### عصر الفينيقيين
تميز عصر الفينيقيين بتنافس السياسي و حربي بين روما وقرطاجنة (265-146 ق.م) كان صراعًا طويل الأمد بين قوتين متوسطيتين كبيرتين، حول الهيمنة على غرب البحر الأبيض المتوسط. بدأ الصراع مع الحروب البونيقية الثلاث (264-146 ق.م)، أين تنافست الجمهورية الرومانية وقرطاجنة، على السيطرة على التجارة والموارد والأراضي، وانتهت بانتصار روما وفرض معاهدة سلام قاسية على قرطاجنة. الحرب الثانية (218-201 ق.م)، بقيادة حنبعل لكن روما انتصرت في النهاية. الحرب الثالثة (149-146 ق.م) تسببت في تدمير قرطاجنة بالكامل، ما سمح هيمنة روما على كامل البحر المتوسط.

### افريقيا الشمالية الرومانية

خارطة العالم مرسومة حسب وصف هيرودوت في كتابه الاستقصاء

بمجرد ما احتلت بلاد افريقيا الشمالية بادرت روما إلى تقسيمها تقسيما إدارياً، فجعلتها ثلاثة أقسام وهي:
- 1 افريكا اللاتينية وهي عبارة عن معظم البلاد التونسية، وكان الرومان يديرونها رأساً.
- 2 - نوميديا، وتمتد من التراب التونسي إلى قسنطينة (Cirtha) وتنقسم هذه المملكة إلى قسمين أحدهما تحت تصرف مسبسا ابن ماسينيسا والآخر تحت تصرف ابن اخيه يوغورطا.
- 3 - موريطانيا الطنجية التي وضعوها تحت نظر القائد البربري بوكوس ثم فكر الرومان في إنشاء عاصمة تستقر بها الحكومة، وبعد امعان النظر رأوا أنه يكون من المعقول احياء مدينة قرطاجنة نظرا لحسن موقعها، فأخرجت قرطاجنة من جديد إلى عالم الوجود وسموها ((جنونيا)) حتى لاتطرق سمعهم مرة أخرى قرطاجنة المشؤومة.

على أن الرومان لم يبسطوا نفوذهم على افريقيا الشمالية بأسرها كما قد يخيل إليك، انما كانوا يحتلون، قبل كل شئ، الأراضي التي لها فائدة عسكرية أو اقتصادية
وأما المناطق الواقعة تحت تصرف الرومان ومراقبتهم فهي التي كانت توجد بين ساحل البحر وخط مجاور للنواحي الصحراوية يدعى عندهم بالليمس (Limes)، هو عبارة عن طريق نعبدة هائلة أو خندق عميق أو سلسلة قصبات كان يسكنها قدماء المحاربين المكلفين بحفظ الأمن، فقد كانت هناك طبقات لم تخضع بعد للسلطة الرومانية وقد تحدثهم أنفسهم بالانقضاض من حين لحين على سكان المدن الآمنين.

## عصور قديمة متأخرة

### الديانة المسيحية في افريقيا الشمالية
كان الرومان كغيرهم من الشعوب يعبدون الأوثان، وهم بها يرمزون إلى آلهة جمة، وكان البربر الامازيغ يعبدون كذلك اوثاناً ورثوها عن قرطاجنة الأولى كبعل وتانيت، ولما استقر للرومان قدمهم بهذه البلاد أخذوا بعض الاصنام وسموها أسماء رومانية وكذلك أخذ البربر بعض أصنام روما وسموها أسماء بونيكية وكان البربر في الغالب يعكفون على عبادة القوات الطبيعة كالغابات والأحراش والأنهار بينما كان الرومانيون يعبدون كل صنو أينما وجدوه سواء بالشرق أو بالغرب.
ظهرت بالشرق أنوار الديانة المسيحية في أول عهد القياصرة، فاعتنقها جم غفير من الرومان وتسربت بواسطتهم إلى شمال افريقيا وقدم مبشروها اليه، فأعجب البربر بهذا الدين الآمر بالاخوة والمساواة ومكارم الاخلاق وتسارعوا إلى الدخول في هذا الدين أفواجاً وأصبحت له بيع صغيرة منبثة في كافة انحاء البلاد الشمال إفريقية.

### شمال افريقيا تحت سيطرة الوندال
سيطر الوندال على شمال إفريقيا بين عامي 429 و534 م، بعد غزوهم بقيادة الملك جيسريك. استولوا على الأراضي الرومانية في شمال إفريقيا،وبث سيطرة كاملة على غرب البحر المتوسط،. رغم ازدهارهم الاقتصادي، عانوا من صراعات داخلية ودينية مع السكان المحليين. انتهت سيطرتهم عام 534 م عندما استعادت الإمبراطورية البيزنطية المنطقة بقيادة بليساريوس، مُنهية حكم الوندال.

### البيزنطيون بشمال افريقيا
سيطر البيزنطيون على شمال إفريقيا بين عامي 534 و640 م، بعد انتصار بليساريوس على الوندال واستعادة المنطقة للإمبراطورية البيزنطية. أصبحت قرطاجنة مركزًا إداريًا وعسكريًا رئيسيًا،صارت ولاية إفريقية بيزنطية. حصّن البيزنطيون المدن، لمواجهة القبائل البربرية والسكان المحليين. استمر حكمهم حتى بداية الفتوحات الإسلامية، حيث سقطت المنطقة تدريجيًا تحت سيطرة المسلمين خلال الخلافة الأموية بحلول عام 640 م، مُنهية الوجود البيزنطي في شمال إفريقيا.

## الفتوحات الإسلامية

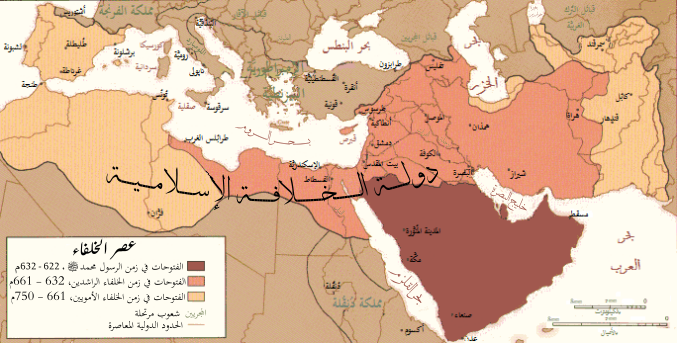
الإمبراطورية الإسلامية في القرن السابع الميلادي

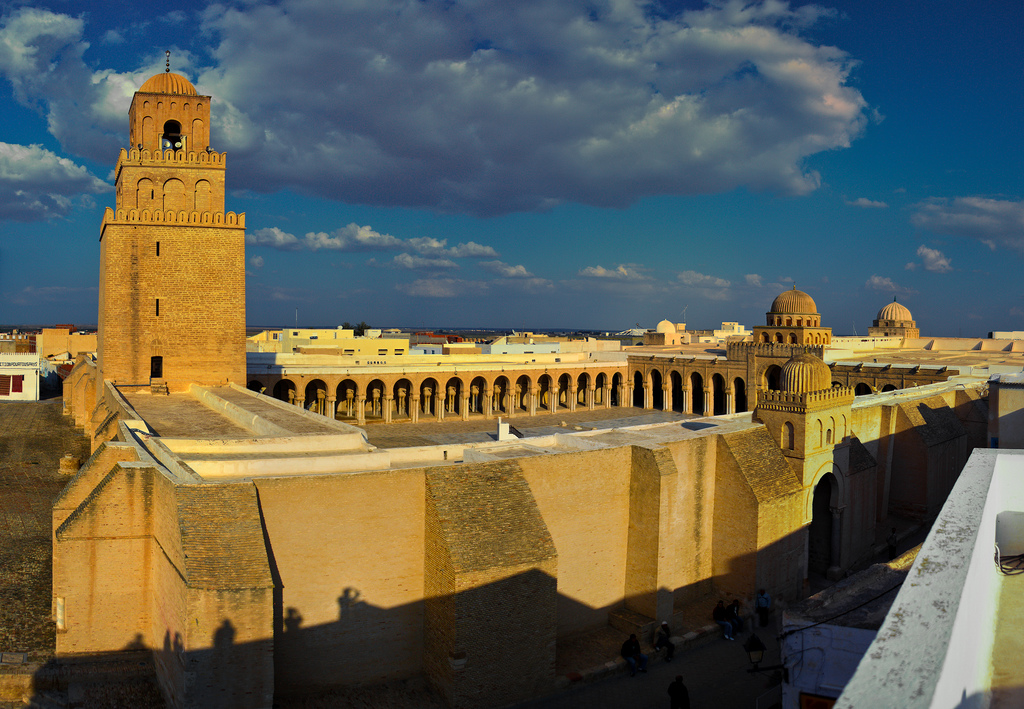
تأسس جامع عقبة بن نافع المعروف أيضًا باسم المسجد الكبير بالقيروان على يد الفاتح العربي عقبة بن نافع الفهيري في عام 670 ميلادي، إنه أقدم وأهم مسجد في شمال إفريقيا، مدينة القيروان، تونس.

### شمال افريقيا والعباسيين
حكم العباسيون شمال إفريقيا بشكل غير مباشر بين القرن الثامن والقرن التاسع الميلادي، بعد الفتوحات الإسلامية التي بدأت في القرن السابع. عقب سقوط الأمويين عام 750 م، بسط العباسيون نفوذهم على المنطقة من خلال ولاة محليين، لكن سيطرتهم ظلت ضعيفة بسبب المسافات البعيدة والمقاومة المحلية، خاصة من القبائل البربرية. في إفريقية (تونس الحالية)، أسس الأغالبة (800-909 م) إمارة شبه مستقلة تابعة اسميًا للعباسيين. ومع الوقت، ضعف النفوذ العباسي تدريجيًا وشهدت صعوت دول مستقلة مثل الفاطميين، الذين أطاحوا بالأغالبة عام 909 م، مُنهين بذلك الهيمنة العباسية الفعلية في شمال إفريقيا.

### الممالك البربرية
شهدت منطقة المغرب الكبير بعد الفتح الإسلامي قيام عدد من الكيانات السياسية الأمازيغية (البربرية) التي لعبت أدوارًا محورية في التاريخ الإسلامي، سواء في المغرب أو في الأندلس. في البداية، كانت العلاقة بين الأمازيغ والخلافة الأموية تتسم بالتوتر، ما أدى إلى اندلاع ثورات أبرزها ثورة ميسرة المطغري سنة 739م، التي فتحت الطريق أمام تأسيس إمارات مستقلة مثل إمارة بني مدرار في سجلماسة، والرستميين في تيهرت، والأغلابيين في القيروان، الذين ارتبطوا بالخلافة العباسية اسميًا رغم تمتعهم باستقلال شبه كامل.
مع تراجع السلطة العباسية في الغرب الإسلامي، ظهرت دول أمازيغية كبرى مثل الدولة الفاطمية، التي أسسها دعاة إسماعيليون بين قبائل كتامة الأمازيغية قبل أن تنتقل إلى مصر. وفي الغرب، برزت دولتي المرابطين والموحدين، وهما سلالتان أمازيغيتان حكمتا أجزاء واسعة من المغرب والأندلس، ونجحتا في توحيد المغرب الإسلامي لفترات متقطعة خلال القرنين 11 و12م، كما تصدّتا للمد المسيحي في الأندلس.
لاحقًا، شهد المغرب الأوسط والمغرب الأقصى صراعات بين سلالات محلية مثل المرينيين، الذين خلفوا الموحدين، والزيانيين في تلمسان، الذين حكموا المغرب الأوسط، وغالبًا ما دخلوا في صراعات دموية مع جيرانهم وواجهوا أطماع خارجية. كما أدى دخول قبائل بني هلال وصراعهم مع الفاطميين إلى تغيرات عميقة في البنية السكانية والسياسية لمناطق كثيرة، خصوصًا في إفريقية (تونس الحالية) وشرق الجزائر.

### التحرش الإسباني على شمال افريقيا
عد سقوط مملكة غرناطة سنة 1492، آخر معاقل المسلمين في الأندلس، شرعت القوى المسيحية في شبه الجزيرة الإيبيرية، وخاصة مملكة قشتالة، في التوسع خارج أراضيها، مستهدفةً السواحل الشمالية لإفريقيا. وقد اتخذ هذا التوسع شكل حملات عسكرية واحتلال مباشر لعدد من الموانئ والمدن الساحلية، تحت غطاء ديني وسياسي يُبرر "مواصلة حرب الاسترداد". شملت هذه الحملة مدنًا مثل مليلية (1497) ووهران (1509) وبجاية وطرابلس. وقد واجه هذا التوغل الإسباني مقاومة محلية متفرقة، إلى أن بدأ الوجود العثماني في المنطقة يترسخ خلال القرن 16، خاصة بعد استنجاد سكان الجزائر بالدولة العثمانية. ومع ذلك، بقيت بعض المدن مثل وهران تحت الاحتلال الإسباني حتى القرن 19، حينما انسحبت منها إسبانيا عام 1792، بعد زلزال هدم المدينة.

## الوجود العثماني
شهدت منطقة شمال إفريقيا توسعًا تدريجيًا للنفوذ العثماني منذ أوائل القرن السادس عشر، في سياق تصاعد الخطر الإسباني والبرتغالي على السواحل الإسلامية عقب سقوط الأندلس سنة 1492. بدأ الوجود العثماني فعليًا في الجزائر سنة 1518، حين قدّم السكان الساحليون البيعة للقائد خير الدين بربروس، الذي أعلن ولاءه للسلطان العثماني مقابل الدعم في مواجهة الإسبان، مما أدى إلى إدماج الجزائر رسميًا ضمن الدولة العثمانية كإيالة عثمانية، وإن ظلت تتمتع بهامش واسع من الحكم الذاتي، خاصة بعد القرن السابع عشر في عهد الدايات.
في ليبيا، دخل العثمانيون طرابلس سنة 1551 بقيادة درغوث باشا، بعد أن كانت المدينة تحت سيطرة فرسان القديس يوحنا منذ سنة 1510. وبذلك أصبحت طرابلس إيالة عثمانية تتبع الباب العالي، وامتد حكمهم منها شرقًا وغربًا مع مرور الوقت.
أما تونس، فقد خضعت للحكم العثماني لأول مرة سنة 1574 بعد معركة حاسمة قادها سنان باشا قائد البحرية العثمانية ضد الإسبان، لينهي بذلك فترة من التنازع بين العثمانيين والإسبان على المدينة. وقد أصبحت تونس إيالة عثمانية ذات حكم محلي نسبي، خاصة في عهد المراديون ثم الحسينيين لاحقًا، الذين تمتعوا باستقلال فعلي رغم بقاء التبعية الرمزية للسلطنة.
في مصر، كانت البداية مختلفة؛ إذ دخلها العثمانيون سنة 1517 بقيادة سليم الأول بعد هزيمة المماليك في معركة مرج دابق 1516 ومعركة الريدانية 1517. وتمّ ضم مصر رسميًا كولاية عثمانية، لكنها احتفظت بطبقة إدارية مملوكية محلية ظلّت تلعب دورًا سياسيًا واقتصاديًا هامًا لعدة قرون.
في أقصى الغرب ، بقي المغرب الأقصى مستقلًا عن الحكم العثماني، إذ تمكن السعديون من دحر القوات العثمانية في معركة وادي اللبن سنة 1558، ما شكل نقطة توقف للتمدد العثماني. 
أما بالنسبة إلى الأندلس، فعلى الرغم من تعاطف العثمانيين مع المسلمين هناك بعد سقوطها، إلا أن التدخل العسكري المباشر لتحريرها لم يحدث، وذلك بسبب تفوق الأسطول الإسباني في غرب البحر المتوسط، وانشغال الدولة العثمانية بجبهات أخرى في البلقان والبحر الأحمر والأناضول. واقتصر الدعم العثماني على إرسال بعض الأساطيل لإنقاذ عدد محدود من المسلمين المهجّرين.

## الاحتلال الأوروبي لشمال افريقيا و التراجع العثماني
مع حلول القرن الثامن عشر وبداية القرن التاسع عشر، بدأت الدولة العثمانية تفقد الكثير من قوتها ونفوذها الإقليمي والدولي، وبدأ المؤرخون يشيرون إليها بـ«الرجل المريض» في إشارة إلى تراجعها التدريجي في مواجهة القوى الأوروبية الصاعدة. وقد ترافق هذا التراجع مع عدة تحولات جيوسياسية واقتصادية عالمية، أبرزها اكتشاف الأمريكتان، وتحوّل طرق التجارة البحرية نحو المحيط الأطلسي بدلًا من البحر المتوسط، مما أضعف الدور التقليدي للمنطقة كممر تجاري رئيسي.
تزامن ذلك مع تطورات تقنية هائلة في الثورة الصناعية، خاصة في أوروبا الغربية، حيث أدى تطوير السكك الحديدية ووسائل النقل الحديثة، إضافة إلى تحسين المدافع والبنادق وظهور الأسلحة النارية الأكثر دقة وفتكًا، إلى اختلال ميزان القوى لصالح الدول الأوروبية، التي بدأت تسعى لبسط نفوذها المباشر على أراضي الإمبراطورية العثمانية، خصوصًا في شمال إفريقيا.
من الناحية العسكرية، حاولت الدولة العثمانية مقاومة محاولات السيطرة الأوروبية على البحر الأبيض المتوسط، لكنها عانت من تراجع أسطولها البحري، خاصة بعد هزائم بارزة مثل معركة نافارين سنة 1827، التي شكّلت ضربة قوية للبحرية العثمانية وأظهرت عجزها عن حماية سواحلها وأراضيها.
بدأت القوى الأوروبية في التمدد الاستعماري داخل شمال إفريقيا، مستغلة ضعف الدولة العثمانية أو غيابها الفعلي في بعض المناطق:
- في الجزائر، بدأت فرنسا حملتها سنة 1830 ونجحت في احتلال العاصمة، لتتحول البلاد تدريجيًا إلى مستعمرة فرنسية بعد قمع المقاومة الشعبية الجزائرية بقيادة الأمير عبد القادر وغيرهم.
- في تونس، فرضت فرنسا نظام الحماية سنة 1881 بعد توقيع اتفاقية باردو، منهية بذلك استقلال البايات الحسينيين الذين كانوا يحكمون البلاد تحت اسم الدولة العثمانية.
- في موريتانيا، بدأت فرنسا تغلغلها التدريجي في نهاية القرن 19، وفرضت سيطرتها الكاملة بحلول 1904، قبل أن تدمجها رسميًا ضمن غرب إفريقيا الفرنسي سنة 1920.
- في المغرب، وقّعت اتفاقية فاس سنة 1912، والتي فرضت الحماية الفرنسية على وسط وجنوب البلاد، بينما احتلت إسبانيا مناطق شمال المغرب كتطوان والريف، إضافة إلى جنوب البلاد مثل الساقية الحمراء ووادي الذهب.

- أما ليبيا، فقد كانت تحت الحكم العثماني حتى سنة 1911، حين شنّت إيطاليا حربًا على الدولة العثمانية عُرفت بـالحرب الإيطالية التركية، انتهت بتوقيع معاهدة أوشي سنة 1912، التي تخلّت بموجبها الدولة العثمانية عن سيادتها على ليبيا.
- في مصر، فرضت المملكة المتحدة احتلالًا فعليًا سنة 1882 بعد معركة التل الكبير، رغم بقاء البلاد رسميًا تحت سيادة الدولة العثمانية حتى سنة 1914، حين أعلنت بريطانيا محمية بريطانية وأنهت ارتباطها الرسمي بالباب العالي.

وهكذا، تراجع النفوذ العثماني في شمال إفريقيا بشكل تدريجي أمام التوسع الأوروبي الاستعماري، مدفوعًا بضعف داخلي وتغيرات عالمية عميقة، انتهت بتقاسم المنطقة بين قوى أوروبية متنافسة على النفوذ والموارد.